# Heiz- und Kühlwalze

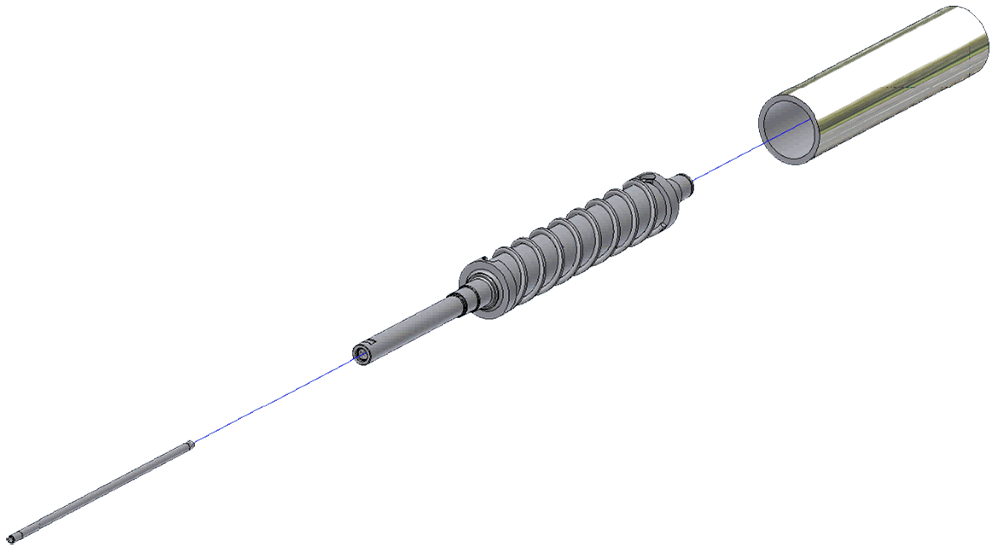
Darstellung einer Heiz- und Kühlwalze

Heiz- und Kühlwalzen werden in der Regel dazu verwendet, einer Warenbahn thermische Energie zuzuführen oder zu entziehen, um bestimmte Arbeitsschritte (wie etwa das Verkleben von Materialströmen o. ä.) durchführen zu können. Die Heiz- und Kühlwalzen werden daher oftmals von einem Temperiermedium (z. B. einer Heiz- oder Kühlflüssigkeit) durchlaufen und erzeugen so an der Walzenoberfläche die gewünschte Temperatur. Je nach prozesstechnischen Anforderungen an die Temperaturkonstanz (etwa bei variierenden Fertigungsgeschwindigkeiten) kann der Umschlichtungswinkel der Heiz- und Kühlwalze zur Steuerung der Zu- oder Rückfuhr von Energie auf der Warenbahn manuell oder automatisch mittels Warenbahntemperaturregulierung angepasst werden.

## Einsatzbereiche
- Druckindustrie, insbesondere in den Bereichen...
  - Flexodruck
  - Tiefdruck
  - Siebdruck
  - Offsetdruck
  - Etikettendruck
- Kunststoff- und Textilindustrie
- Lebensmittelindustrie

## Variationen
Neben mannigfaltigen Ausführungen mit verschiedenen Oberflächenbeschichtungen und Grundkörpermaterialien unterscheiden sich Kühlwalzen und Heizwalzen im Wesentlichen durch die Anordnung von Zu- und Ablauf des Temperiermediums sowie durch die Anordnung der Leitspiralen (linear oder degressiv).